# روي جوزيف مارشان
روي جوزيف مارشان (بالإنجليزية: Roy Joseph Marchand)‏ هو عسكري أمريكي، ولد في 17 سبتمبر 1920، وتوفي في 1 مارس 1942.